# 武平镇 (丰都县)
武平镇是中国重庆市丰都县下辖的一个镇。

## 行政区划
武平镇辖10个行政村。
- 村：周大湾村、殷家坝村、新和场村、坝周村、漩石沟村、磨刀洞村、瓦泥坪村、山羊溪村、蜂子山村、百集山村